# کارن آلکساندریان
کارن ورامی آلکساندریان (ارمنی: Կարեն Վռամի Ալեքսանդրյան؛  زادهٔ ۳۰ ژوئن ۱۹۳۴ - درگذشته ۲۷ دسامبر ۲۰۰۴) استاد، آکادمیسین اهل ارمنستان بود.

## زندگی‌نامه
وی در ۳۰ ژوئن ۱۹۳۴ در دیلیجان به دنیا آمد و از دانشگاه ملی علوم کشاورزی ارمنستان فارغ‌التحصیل گشت. وی عضو فرهنگستان ملی علوم ارمنستان بود. همچنین برندهٔ جوایزی همچون نشان پرچم سرخ کار، نشان دوستی خلق شده است. وی در ۲۷ دسامبر ۲۰۰۴ در سن ۷۰ سالگی درگذشت.